# Грос-Годемс
Грос-Годемс (нем. Groß Godems) — община в Германии, в земле Мекленбург-Передняя Померания.
Входит в состав района Пархим. Подчиняется управлению Пархимер Умланд.  Население составляет 389 человек (на 31 декабря 2010 года). Занимает площадь 15,21 км².